# Campeonato Europeo de Balonmano Masculino Sub-20
El Campeonato Europeo de Balonmano Masculino Sub-20 es la máxima competición oficial de balonmano para selecciones masculinas Sub-20 en Europa. El mismo es organizada por la Federación Europea de Balonmano desde 1996. Anteriormente se lo llamaba Campeonato Europeo de Balonmano Masculino Junior, aunque a partir de 2004 tomó el nombre actual y se lo celebra en julio (aproximadamente) de cada año par. 
Además de coronar al campeón europeo, el torneo otorga plazas para el Campeonato Mundial de Balonmano Masculino Junior.

## Torneos
| 1996 Detalles | Rumanía    | Dinamarca  | 26 – 19    | España      | Rusia      | 30 – 29 TE           | Francia             |
| 1998 Detalles | Austria    | Dinamarca  | 22 – 21    | Yugoslavia  | Hungría    | 29 – 24              | España              |
| 2000 Detalles | Grecia     | Yugoslavia | 34 – 29    | Bielorrusia | España     | 30 – 22              | Dinamarca           |
| 2002 Detalles | Polonia    | Polonia    | 29 – 25    | Eslovenia   | Yugoslavia | 33 – 30              | Macedonia del Norte |
| 2004 Detalles | Letonia    | Alemania   | 27 – 26    | Dinamarca   | Eslovenia  | 29 – 28              | Hungría             |
| 2006 Detalles | Austria    | Alemania   | 24 – 19    | Suecia      | Dinamarca  | 33 – 32              | Serbia y Montenegro |
| 2008 Detalles | Rumanía    | Dinamarca  | 26 – 21    | Alemania    | Francia    | 32 – 30              | Suecia              |
| 2010 Detalles | Eslovaquia | Dinamarca  | 30 – 24    | Portugal    | Eslovenia  | 30 – 25 TE           | Alemania            |
| 2012 Detalles | Turquía    | España     | 34 – 21    | Croacia     | Eslovenia  | 36 – 34 TE - Penales | Suecia              |
| 2014 Detalles | Austria    | Alemania   | 26 – 24    | Suecia      | España     | 29 – 27              | Dinamarca           |
| 2016 Detalles | Dinamarca  | España     | 30 – 29 TE | Alemania    | Francia    | 35 – 30              | Croacia             |
| 2018 Detalles | Eslovenia  | Eslovenia  | 31 – 30    | Francia     | Alemania   | 29 – 26              | Portugal            |
| 2022 Detalles | Portugal   | España     | 37 – 35    | Portugal    | Serbia     | 30 – 26              | Suecia              |
| 2024 Detalles | Eslovenia  | España     | 35 – 31    | Portugal    | Dinamarca  | 26 – 23              | Alemania            |

## Medallero
| Núm.  | País                | Oro | Plata | Bronce | Total |
| ----- | ------------------- | --- | ----- | ------ | ----- |
| 1     | España              | 4   | 1     | 2      | 7     |
|       | Dinamarca           | 4   | 1     | 2      | 7     |
| 3     | Alemania            | 3   | 2     | 1      | 6     |
| 4     | Eslovenia           | 1   | 1     | 3      | 5     |
| 5     | Serbia y Montenegro | 1   | 1     | 2      | 4     |
| 6     | Polonia             | 1   | 0     | 0      | 1     |
| 7     | Portugal            | 0   | 3     | 0      | 3     |
| 8     | Suecia              | 0   | 2     | 0      | 2     |
| 9     | Francia             | 0   | 1     | 2      | 3     |
| 10    | Bielorrusia         | 0   | 1     | 0      | 1     |
|       | Croacia             | 0   | 1     | 0      | 1     |
| 12    | Hungría             | 0   | 0     | 1      | 1     |
|       | Rusia               | 0   | 0     | 1      | 1     |
| Total | Total               | 14  | 14    | 14     | 42    |